# Comuna Tîmcenkî, Ciornobai
Tîmcenkî (în ucraineană Тимченки) este o comună în raionul Ciornobai, regiunea Cerkasî, Ucraina, formată din satele Batalîi și Tîmcenkî (reședința).

## Demografie
Componența lingvistică a comunei Tîmcenkî
     Ucraineană (97,97%)
     Rusă (1,33%)
     Alte limbi (0,16%)
Conform recensământului din 2001, majoritatea populației comunei Tîmcenkî era vorbitoare de ucraineană (97,97%), existând în minoritate și vorbitori de rusă (1,33%).